# Claw Boys Claw
Claw Boys Claw je nizozemská rocková hudební skupina. Své první album nazvané Shocking Shades of Claw Boys Claw kapela vydala v roce 1984 (vydavatelství Polydor Records). Později vydala několik dalších alb. Rozpadla se v roce 1997, ale roku 2006 byla obnovena. Jedinými členy, kteří v kapele hráli po celou dobu její existence, jsou zpěvák Peter te Bos a kytarista John Cameron. Roku 1988 se členové skupiny při svém newyorském vystoupení setkali s velšským hudebníkem a skladatelem Johnem Calem. Ten měl později produkovat nové album skupiny, avšak ke spolupráci nakonec nedošlo.

## Diskografie
- Shocking Shades of Claw Boys Claw (1984)
- With Love from the Boys (1986)
- Crack My Nut (1987)
- Hitkillers (1988)
- Angelbite (1990)
- $uga(r) (1992)
- Nipple (1994)
- Will-O-The-Wisp (1997)
- Pajama Day (2008)
- Hammer (2013)